# Bergsrätt
Bergsrätt är en instans bestående av medlemmar av gruvrätten och en stads magistrat, som löser mål som faller under bådas jurisdiktion.
Bergsrätt är det gemensamma namnet på åtskilliga inom Sala bergslag förr förekommande sammanträden för bestämmandet av skatter, tillsättandet av tjänster och avgörandet av ekonomiska frågor. Landshövdingen i länet eller bergshauptmannen var ordförande, och ledamöterna utgjordes av medlemmar dels av bergslaget, dels av staden Sala stads magistrat och röstberättigade invånare.
I Falun fanns bergsrätt 1721-1769 för liknande mål.